# Karl Eduard Zachariae von Lingenthal

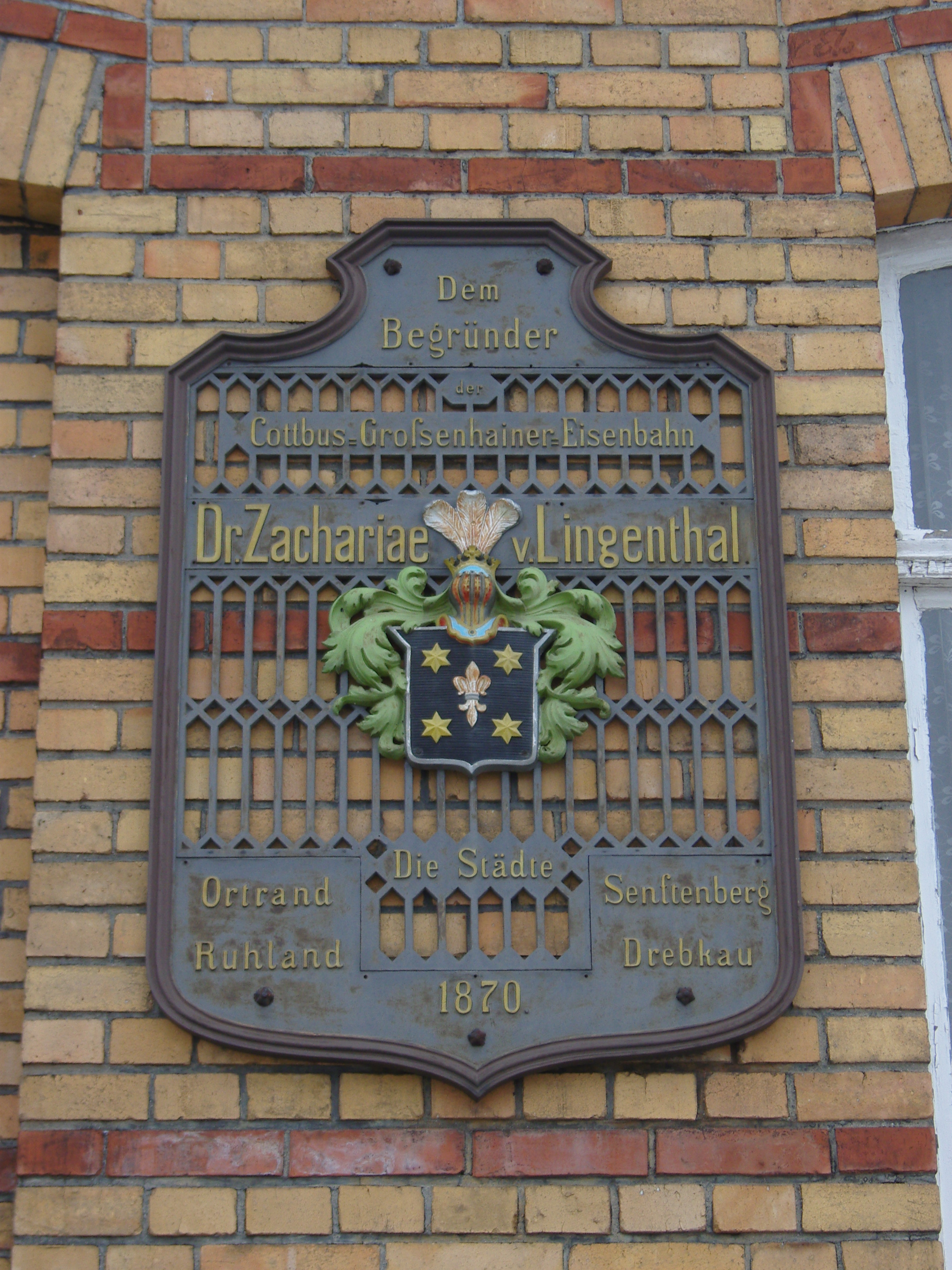
Placa comemorativa na estação de Ortrand

Karl Eduard Zachariae von Lingenthal (24 de Dezembro de 1812, Heidelberg - 3 de Junho de 1894, Großkmehlen) é considerado um dos mais importantes historiadores do direito alemão. Sua especialidade era a história do direito bizantino.

## Biografia
Karl Eduard Zachariae nasceu em 1812 e era filho do professor de direito de Heidelberg, Karl Salomo Zachariae. Obteve seu título de nobreza após seu pai receber o título hereditário de proprietário de Lingental. Frequentou a escola para nobres Alemães, Sankt Afra Meissen e estudou de 1829 a 1834 em Leipzig, Heidelberg, Berlim antes de retornar à Heidelberg, onde estudou filosofia, história, filologia, matemática, línguas modernas e direito. Seus professores incluíram Anton Friedrich Justus Thibaut, seu pai; Karl Salomo Zachariae, Carl Joseph Anton Mittermaier, Friedrich Carl von Savigny e Friedrich August Biener (1787-1861); Savigny e Biener, particularmente influenciaram a carreira acadêmica de Zachariae. Seu ambiente estudantil em Heidelberg incluiu os revolucionários de 1848 Friedrich Hecker e Albert Sprengel, que mais tarde foram membros da Assembléia Nacional de Frankfurt, além do pesquisador de Shakespeare, Karl Gisbert Friedrich von Vincke; Seu grande amigo Theodor Hoffmeister (1812-1834) desenhou em 1832 um retrato de Zacarias.
Após a conclusão de seus exames de ordem, viajou em 1834 para estudar os manuscritos bizantinos em Paris, Bruxelas, Londres, Oxford, Dublin, Edimburgo, e Cambridge. Em 1836, habilitou-se na Universidade de Heidelberg e empreendeu outra jornada acadêmica em 1837/38, que o levou a Atenas, Salônica, Monte Athos, Constantinopla e Trebizonda. Em 1841, tornou-se membro do conselho, e em 1842 professor associado em Heidelberg. Em 1845, ele decidiu desistir da carreira universitária, adquiriu parte de Großkmehlen, e estabeleceu ali uma estação experimental agrícola, onde viveu até sua morte em 1894.
Em Großkmehlen, foi politicamente ativo além de sua atividade agrícola. Em 1850, foi eleito pelo distrito de Liebenwerda ao Parlamento de Erfurt, onde juntou-se aos apoiadores de Stahl (Fraktion Stahl), e posteriormente ao partido Kreuzzeitungspartei, onde participou ativamente das reformas legislativas. Após a dissolução do Parlamento de Erfurt, ele permaneceu fiel à "Fraktion Stahl" e continuou a representá-la enquanto membro da Câmara dos Representantes de 1852-1855 e novamente no ano de 1866. Ele também foi membro do parlamento provincial da Saxônia. De 1869 a 1876, dirigiu a ferrovia Cottbus-Großenhainer, que deve sua existência principalmente a ele. Simultaneamente, dirigiu a Companhia Ferroviária de Oberlausitz .
Como agricultor teórico e prático, foi um dos primeiros a reconhecer a importância da química para a agricultura, aplicou as teorias de Liebig e pôs em prática os pontos de vista de seus amigos Reuning e Weinlig.  Através da legislação que ele havia introduzido, começou a regulamentar a bacia hidrográfica e as planícies de inundação do rio Scwarze Elster, o cultivo da planíce de Schraden, o incentivo à construção de estradas e a fundação da estação experimental agrícola, que foi transferida para Halle e ligada a uma escola agrícola. Apesar de sua atuação em campos variados, ele sempre priorizou seus estudos jurídicos.
Desde 1856 ele foi nomeado membro da Academia Russa de Ciências em São Petersburgo e a partir de 1866, da Academia Prussiana de Ciências .
Seu filho Karl Georg Zachariae von Lingenthal (1842-1907) foi membro da Câmara de Deputados da Prússia e do Parlamento Provincial de Brandemburgo.

## Obras Selecionadas
- Versão Fragmentada Graecae legum Rotharis Longobardorum regis , Heidelberg 1835 ( edição online )
- Viagem de Zachariä ao Oriente Heidelberg 1840 on-line

## Literatura
- William Fischer (1898). "Zachariae von Lingenthal, Karl Eduard". In Allgemeine Deutsche Biographie (ADB) (em alemão). 44. Leipzig: Duncker & Humblot. pp. 653–657. Em: General German Biography (ADB). banda   44, Duncker & Humblot, Leipzig 1898, p.   653-657.

## Ligações Externas
- Literatura de e sobre Karl Eduard Zachariae von Lingenthal (em alemão) no catálogo da Biblioteca Nacional da Alemanha
- Zachariä von Lingenthal, Karl Eduard.   Publicações na base de dados bibliográfica do Regesta Imperii .
- Academia de Ciências de Berlim-Brandemburgo, referências selecionadas das propriedades da Biblioteca da Academia: Karl Eduard Zachariae von Lingenthal, historiador jurídico (arquivo PDF, 45 kB)